# Leo Polak

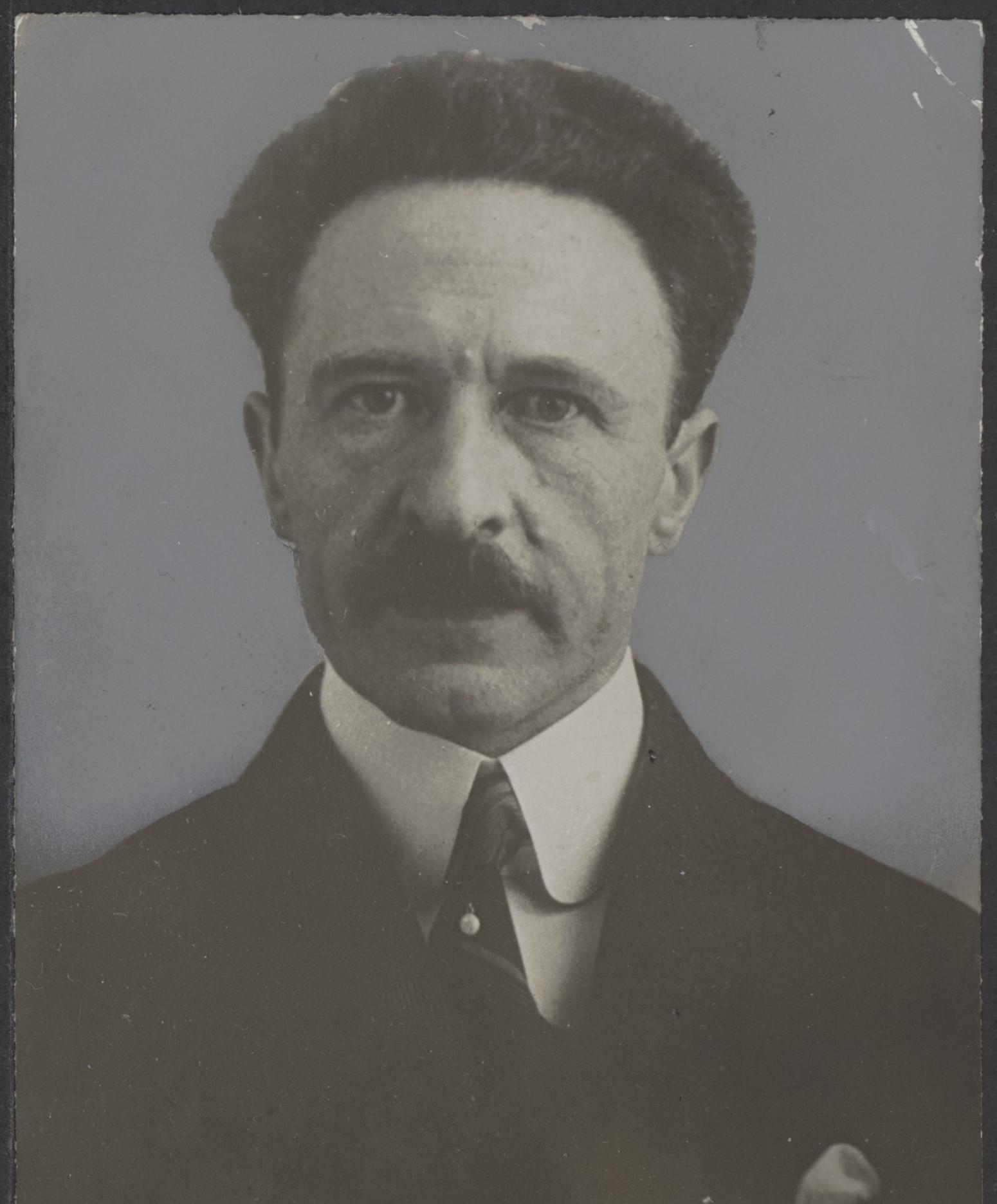
Leonard Polak 1925

Leonard Polak (* 6. Januar 1880 in Steenwijk; † 9. Dezember 1941 im KZ Sachsenhausen bei Oranienburg) war ein niederländischer Philosoph, Humanist und Freidenker.

## Leben
Polak studierte an der Universität Leiden Rechtswissenschaften und schloss 1903 sein Examen „cum laude“ ab. Er promovierte 1921 mit einer Dissertation über „De zin der vergelding“ (Der Sinn der Vergeltung). Im Anschluss war er als Privatdozent für Epistemologie an der Universität von Amsterdam tätig. Er heiratete Henriëtte Antoinette Schwarz (1893–1974), eine der Erbinnen der Essenzfabrik Polak & Schwarz. Sie bekamen drei Töchter. 1925 wurde Leo Polak „bijzonder hoogleraar“ (besonderer Professor – extern finanziert) an der Universität Leiden für Philosophie und Recht. Drei Jahre später wurde er in der Nachfolge von Gerard Heymans im Jahr 1928 zum Professor für Philosophie an die Reichsuniversität Groningen berufen. Mitte der zwanziger Jahre wurde er als Freidenker aktiv und Mitglied der niederländischen Liga der Atheisten ‚De Dageraad’ (Der Tagesanbruch). Er hielt unter anderem Lesungen über das Thema im Rundfunk VRO (Vrijdenkers Radio Omroep – Freidenker Hörfunk).
Polak, der als Neukantianer gilt, wurde 1931 zum Vorsitzenden des Vorstandes der niederländischen Kant-Gesellschaft gewählt. Philosophie war ihm vor allem eine Wissenschaft von der Einheit des Wissens. Philosophische Probleme müssen und können auf rationale Weise bewältigt werden. In Anlehnung an die Stoa und Spinoza vertrat er die Autonomie des Subjekts. In der Ethik wie im Recht ist der Verstand Quelle unabänderlicher objektiver Regeln und Normen. Arbeitsschwerpunkte von Polak waren Rechtsphilosophie, insbesondere im Strafrecht, und Sexualethik. Krieg verurteilte Polak als das größte Übel der Gegenwart, das durch kein rationales Argument gerechtfertigt werden kann. Strafen können nur durch redistributive Gerechtigkeit begründet werden.
Polak wurde schon bald nach dem Einmarsch der Wehrmacht in die Niederlande Opfer des NS-Regimes. Im November 1940 durfte er aufgrund seiner jüdischen Herkunft nicht mehr lehren. Er ignorierte dieses Verbot jedoch, führte seine Vorlesungen zu Hause fort und seine Studenten nahmen daran teil, als ob nichts gewesen wäre. Bei der Universität beschwerte er sich, dass er im allgemeinen Universitätsverteiler nicht mehr berücksichtigt wurde. Der Inhalt des Briefes, in dem er die Deutschen als „de vijand“ (den Feind) bezeichnet hatte, wurde vom damaligen Rektor der Groninger Universität, Johannes Marie Neele Kapteyn, an die Besatzer weitergegeben. Zwei Monate später, am 15. Februar 1941, wurde er verhaftet und im Mai in das Konzentrationslager Sachsenhausen bei Oranienburg verbracht, wo er ein gutes halbes Jahr blieb und nach verschiedenen Aussagen sogar noch Vorlesungen hielt.
Im Dezember 1941 starb Polak, einen Tag nach einer Operation an einem Darmdurchbruch, durch physische Erschöpfung beim Tragen von Steinen. Seine zweite Tochter Jetteke überlebte den Krieg ebenfalls nicht. Seine Ehefrau Henriette konnte früh genug untertauchen und wurde nach dem Krieg als Mäzenin bekannt. Sie gehörte unter anderem zu den Gründern der humanistischen A.H. Gerhardhuis-Stiftung, die sich um die Unterbringung von außerkirchlichen Senioren kümmerte. Im Jahr 1969 wurde auf ihre Initiative hin das nach ihrer Freundin Rosa Spier benannte Rosa-Spier-Haus in Laren (Noord-Holland) eröffnet, eine Wohn- und Arbeitseinrichtung für Künstler und Wissenschaftler, und 1975 das nach ihr selbst benannte Kunstmuseum Museum Henriette Polak in Zutphen.
Die Universität Utrecht vergibt jährlich den von der Leo Polak Stiftung finanzierten Leo Polak Preis (Leo Polak Scriptieprijs) für die beste Dissertation im Bereich Gesellschaftswissenschaften.

## Schriften (Auswahl)
- Kennisleer contra materie-realisme. Bijdrage tot „kritiek“ en Kantbegrip. Versluys, Amsterdam 1912 (Erkenntnistheorie gegen materialistischen Realismus)
- Oorlogsfilosofie. Versluys, Amsterdam 1915 (Philosophie des Krieges)
- Sexuele ethiek. Kosmos, Amsterdam 1936 (Sexualethik)
- Verzamelde werken. Van Oorschot, Amsterdam 1947

1. De zin der vergelding, Bd. 1. Nachdr. d. Ausg. Amsterdam 1921 (Dissertation: Der Sinn der Vergeltung I)
2. De zin der vergelding, Bd. 2. Nachdr. d. Ausg. Amsterdam 1921
3. Verspreide geschriften, Bd. 3. 1947 (Gesammelte Schriften)
4. Verspreide geschriften, Bd. 4. 1947.